# يواكيم ستراند
يواكيم ستراند هو سياسي فنلندي، ولد في 2 أغسطس 1982 في توركو في فنلندا. نشط حزبياً في حزب الشعب السويدي.

## مناصب
- انتخب عضو برلمان فنلندا  [لغات أخرى]‏ عن دائرة Vaasa (parliamentary electoral district) [الإنجليزية]‏ وقد انضم خلال فترته النيابية ‏ (17 أبريل 2019 – ) للكتلة البرلمانية التكتل البرلماني السويدي  [لغات أخرى]‏.
- انتخب عضو برلمان فنلندا  [لغات أخرى]‏ عن دائرة Vaasa (parliamentary electoral district) [الإنجليزية]‏ وقد انضم خلال فترته النيابية  [لغات أخرى]‏ للكتلة البرلمانية حزب الشعب السويدي.
- في 2017 Vaasa municipal election ‏، انتخب عضو مجلس بلدية  [لغات أخرى]‏.
- في 2012 Vaasa municipal election ‏، انتخب عضو مجلس بلدية  [لغات أخرى]‏.
- انتخب عضو برلمان فنلندا  [لغات أخرى]‏.